# Freizeitzentrum Xanten

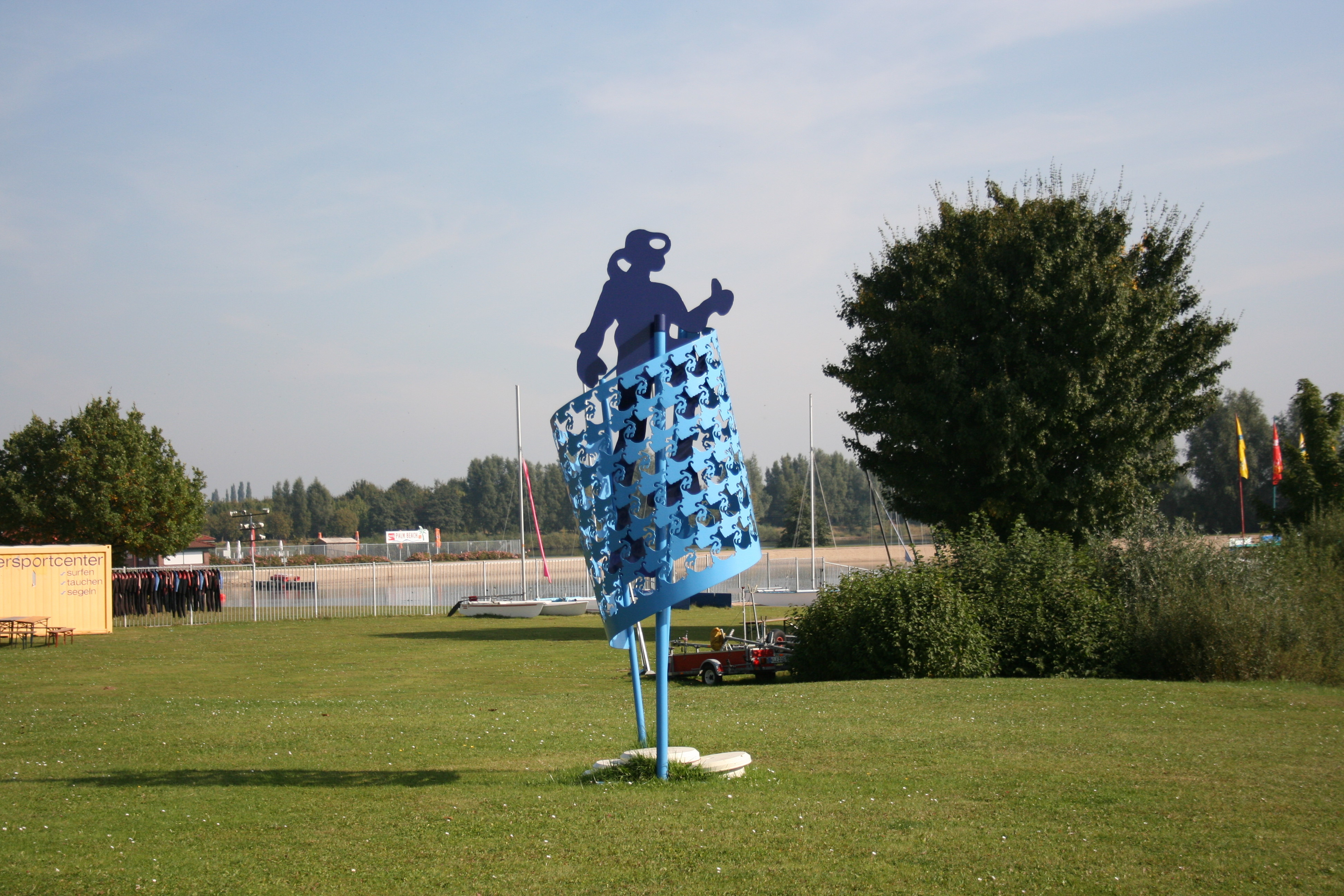
Am Nibelungenbad in Wardt

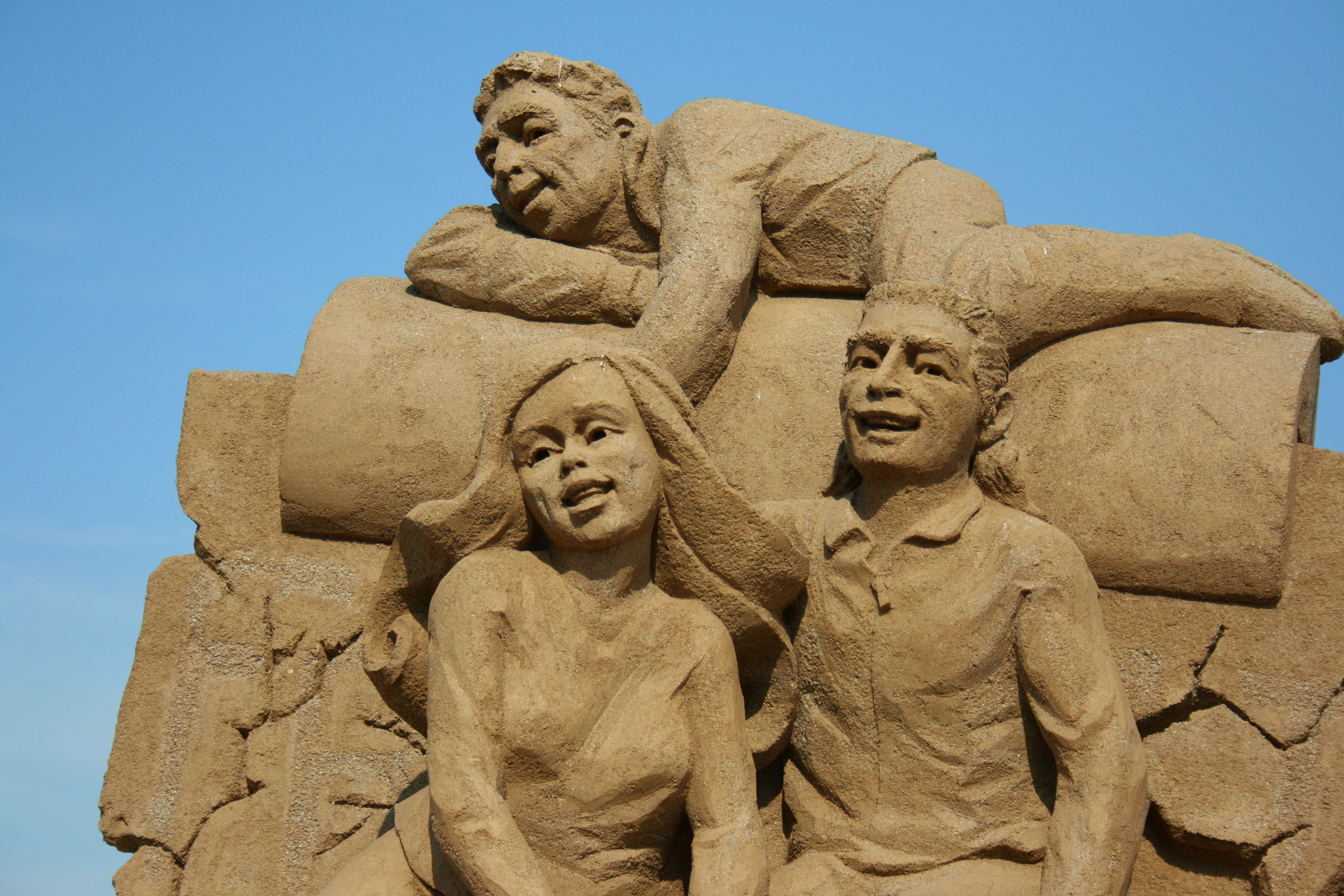
Sandskulpturen am Südsee

Das Freizeitzentrum Xanten (FZX) ist ein Naherholungsgebiet in Xanten am Niederrhein. Kern des Freizeitzentrums sind zwei Sport- und Freizeithäfen in den Ortsteilen Wardt und Vynen, eine Wasserski-Anlage und zwei bis 1994 durch Kies-Aushebung entstandene und durch einen Kanal verbundene Seen mit einer Wasserfläche von je rund 110 ha bei einer maximalen Tiefe von 15 m. Der nördliche See wird als Xantener Nordsee, der südliche als Xantener Südsee bezeichnet.

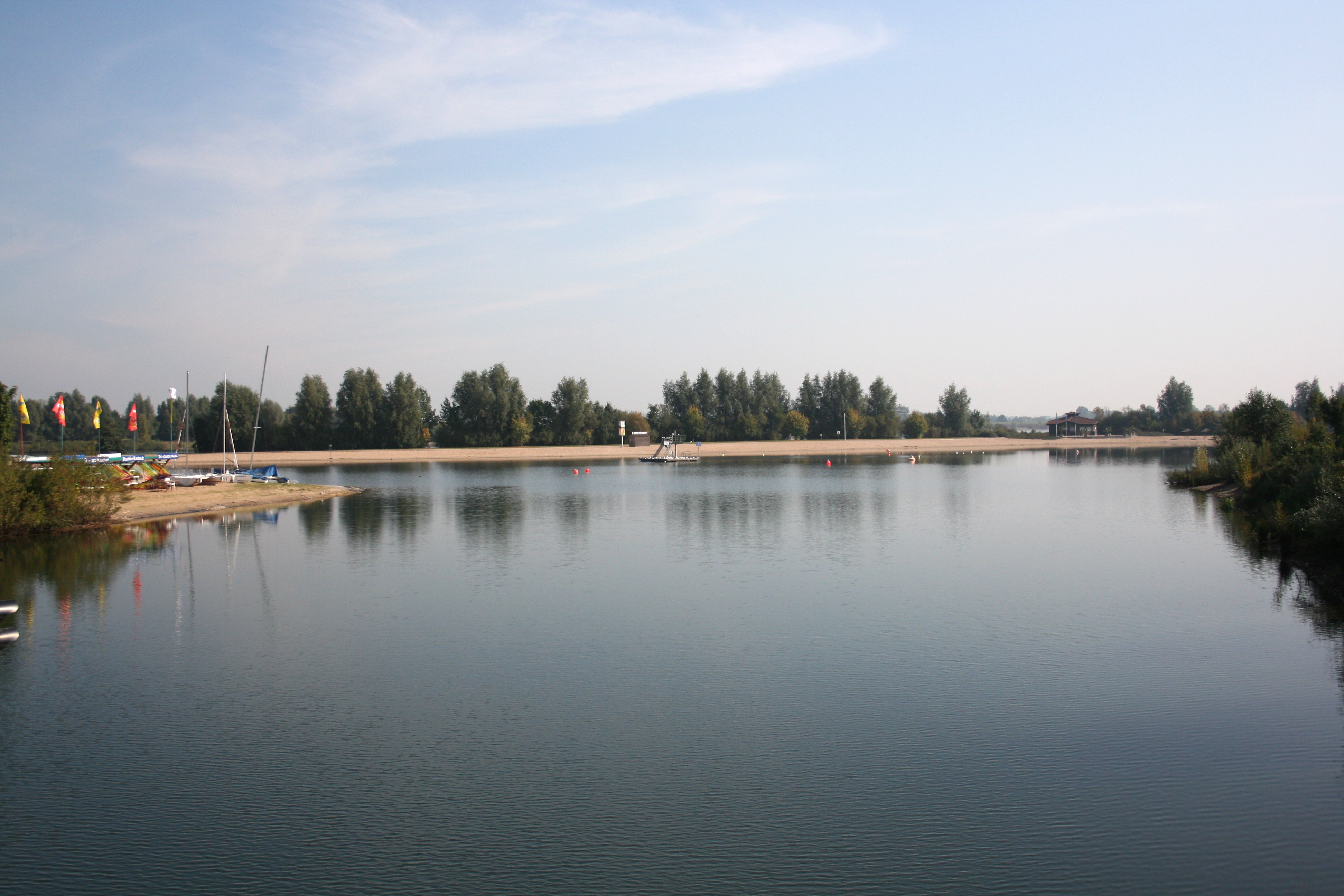
Xantener Südsee

Bereits am 22. Februar 1974 wurde die gemeinnützige Freizeitzentrum Xanten GmbH in Trägerschaft der Stadt Xanten, des Kreises Wesel und des Regionalverbands Ruhr gegründet mit der Aufgabe, der Bevölkerung ein Freizeitzentrum mit Einrichtungen zur Sportausübung und zur Erholung zur Verfügung zu stellen. Die Grundsteinlegung des Nibelungenbads in der Xantener Ortschaft Wardt erfolgte jedoch erst fünf Jahre später 1979. Weitere drei Jahre später wurde das Nibelungenbad eröffnet und der erste Abschnitt des Xantener Nordsees freigegeben. 1983 wurde auch der restliche Teil des Nordsees freigegeben und 1986 das Nibelungenbad um ein Strandbad am Südsee erweitert. Schließlich entstand ein Naherholungszentrum mit einem weitreichenden Freizeitangebot von Schwimmen und Saunen über Segeln, Windsurfen und Wasserski bis hin zu Tauchen und Angeln. Auch Rundfahrten auf dem Xantener Nordsee werden mit dem Fahrgastschiff Seestern angeboten.
Weiterhin finden im FZX der Nibelungen-Triathlon und ähnliche Veranstaltungen statt. Die dortige Bühne diente bereits als Auftrittsort für Comedians wie Dieter Nuhr, Bernd Stelter, Ingo Appelt und Kabarettisten wie Hanns Dieter Hüsch.
Im Oktober 2008 wurde das Nibelungenbad (Hallenbad und Wellenbecken), im April 2015 die Saunalandschaft FinnWELL geschlossen. Das Strandbad bleibt jedoch für die Sommerzeit geöffnet. Ursprünglich war geplant, das Nibelungenbad zu einer Römertherme umzubauen, doch für den 20 Millionen Euro teuren Umbau ließ sich kein Investor finden, so dass diese Pläne verworfen wurden. Im Jahre 2017 wurde das Nibelungenbad abgerissen.

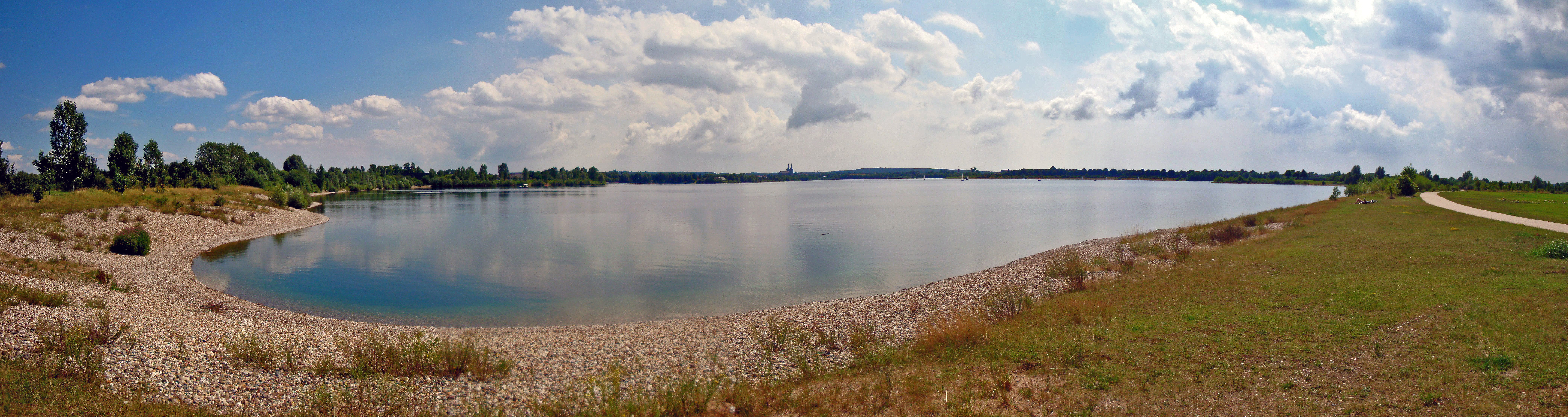
Xantener Südsee – im Hintergrund der St.-Viktor-Dom